# Cinder
Cinder (libCinder) — библиотека для C++ с открытым исходным кодом предназначенная для генерации изображений и конкурирующая с реализованным на Java языком Processing.
Официально поддерживается работа в OS X, Windows, iOS и WinRT. Ведутся работы по портированию библиотеки под Linux и Android.